# Діалог для Угорщини
Діалог для Угорщини (угор. Párbeszéd Magyarországért);— зелена політична партія Угорщини, що відносить себе до лівого крила угорської політики. Сформовано 17 лютого 2013 року вісьмома депутатами, які відкололися від партії «Політика може бути іншою» (LMP).

## Історія
На партійному з'їзді в листопаді 2012 року LMP відкинула пропозицію влитися до складу нового опозиційного уряду партії «Фідес — Угорський громадянський союз» альянсу соціал-ліберального екс-прем'єра Гордона Байнаї «Разом 2014» (який заснували Асоціація за патріотизм та прогрес за свободу преси» та Угорський рух солідарності).Незгодні з таким рішенням сформували платформу «Діалог за Угорщину» на чолі з Бенедеком Явором, Тімеєю Сабо та Гергеєм Карачонем і після чергового з'їзду 26 січня 2013 року, що підтвердив рішення попереднього, відокремилися в окрему партію, що брала участь у виборах».
14 січня 2014 року п'ять опозиційних партій створили коаліцію «лівоцентристського спектру» під назвою «Єдність». У її складі союз «Діалогу за Угорщину» та «Разом — Партії за нову еру» отримав чотири місця у Національних зборах Угорщини та одне місце у Європейському парламенті. Водночас коаліція набрала лише 7,25% на виборах до Європарламенту, і від партії «Діалог за Угорщину» депутатом Європарламенту став Бенедек Явор.